# 黃寶生
黃寶生（1942年7月—2023年3月23日），男，上海人，中国社会科学院外国文学研究所研究员，中國社會科學院學部委員，中国共产党党员。

## 生平
北京大學東方語言文學系梵語巴利語專業畢業，師承金克木、季羨林。
任中國社會科學院外國文學研究所助理研究員（中級職稱）3年，副研究員（副高級職稱）5年，1988年獲評研究員（正高級職稱）。
1993年到1998年間任中國社會科學院外國文學研究所副所長。
1998年到2004年間任中國社會科學院外國文學研究所黨組成員、所長。2006年8月1日當選中国社会科学院学部委员。
2023年3月23日于北京去世。

## 著作
他是《印度哲學》（與夫人郭良鋆合作）、《故事海選》（與郭良鋆合作）、《佛本生故事選》（與郭良鋆、蔣忠新合作）、《摩訶婆羅多》（全譯本，與金克木、趙國華、席必莊、郭良鋆、葛維鈞、李南、段晴合作，他定稿）等書的主要譯者，主編《梵漢佛經對勘叢書》，譯《梵漢對勘入菩提行論》、《梵漢對勘入楞伽經》。
著書有《印度古典詩學》、《〈摩訶婆羅多〉導讀》和2卷本《梵語詩學論著彙編》等。

## 荣誉
- 2012年获颁印度总统奖
- 莲花士勋章（印度，2015年1月公布，为首位获得这两个印度奖项的中国学者[3]）
- 2019年获得第22届师利旃陀罗塞迦罗因陀罗·娑罗私婆底国民杰出成就国际学者奖

## 外部連結
- 外國文學網黃寶生資料頁